# تپه درخت سر
تپه درخت سر مربوط به هزاره اول قبل از میلاد است و در شهرستان شاهرود، بخش بیارجمند، دهستان خوارتوران، ۱ کم غرب روستای باغستان واقع شده و این اثر در تاریخ ۳ خرداد ۱۳۸۶ با شمارهٔ ثبت ۱۹۱۷۵ به‌عنوان یکی از آثار ملی ایران به ثبت رسیده است.